# Muzeum Starożytności w Krakowie

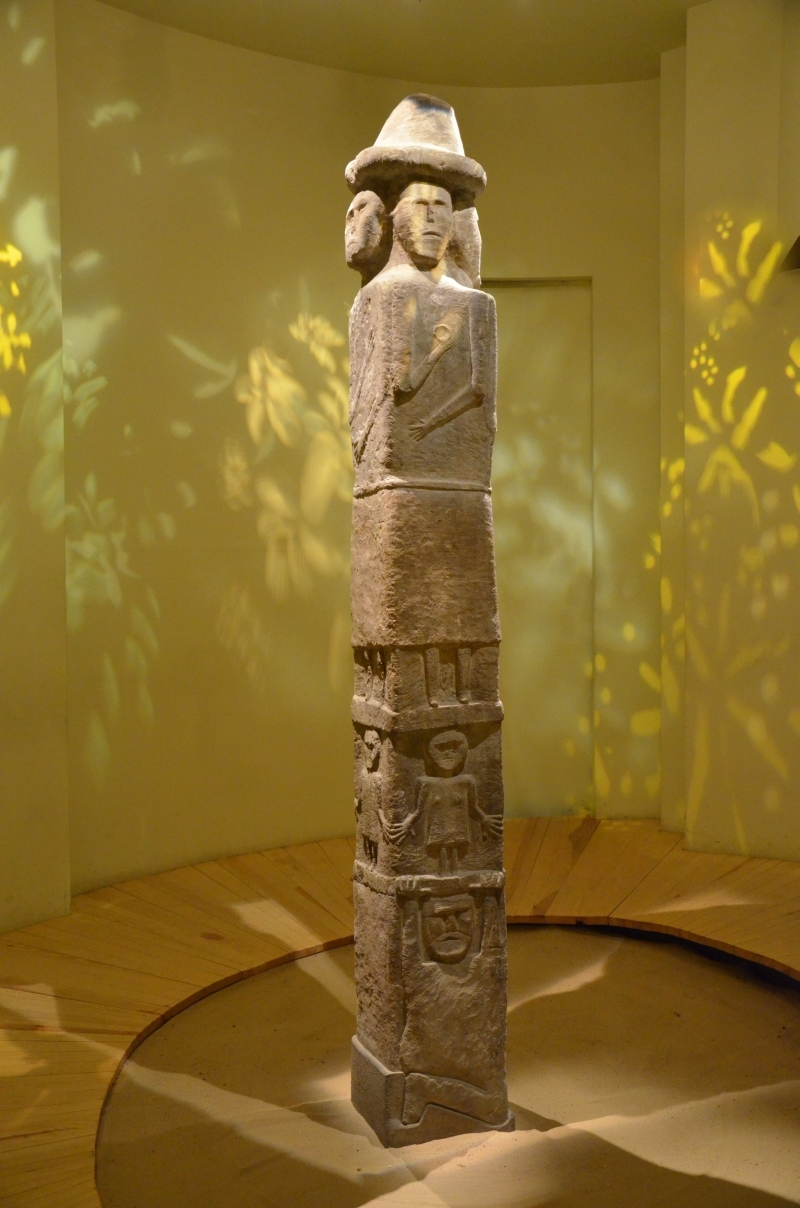
Światowid ze Zbrucza

Muzeum Starożytności w Krakowie (zwane także Muzeum Archeologicznym) – pierwsze publiczne muzeum w Krakowie, założone w 1850 roku przez Towarzystwo Naukowe Krakowskie. Wywodzi się z niego krakowskie Muzeum Archeologiczne. Muzeum gromadziło nie tylko zabytki archeologiczne, ale również wszelkie inne obiekty o charakterze naukowym, historycznym czy artystycznym, a także pamiątki narodowe. 
Utworzone w 1815 roku Towarzystwo Naukowe Krakowskie początkowo nie gromadziło własnych zbiorów. Dary, które otrzymywało, przekazywało Uniwersytetowi Jagiellońskiemu, z którym było związane. Myśl stworzenia własnej kolekcji poddał na posiedzeniu Oddziału Sztuk Pięknych w 1848 roku Karol Kremer. W 1850 roku pomysł ten został zaakceptowany przez władze Towarzystwa. Do powstania muzeum przyczynili się przede wszystkim Józef Łepkowski i Władysław Łuszczkiewicz, a także Karol i Józef Kremer, Wincenty Pol, Teofil Żebrawski, Józef Muczkowski, Paweł Popiel, Piotr Moszyński, Karol Rogawski, Jerzy Lubomirski i Hipolit Seredyński. Wkrótce została wydana odezwa wzywająca wszystkich obywateli do przekazywania Towarzystwu prywatnych zbiorów. Początkowo napływały drobne dary z mniejszych kolekcji, ale już w 1851 r. Mieczysław Potocki przekazał do muzeum posąg Światowida ze Zbrucza. Muzeum otrzymało także od Karola Soczyńskiego, spadkobiercy dziedziców Lusiny, zdekompletowany tryptyk rzeźbiarski, zwany tryptykiem z Lusiny. Jego zewnętrzne skrzydła były własnością Józefa Jerzmanowskiego, który także zdecydował się ofiarować je Towarzystwu. Na początku lat 60. muzeum otrzymało w depozyt zabytki cechów pasamoników, kurdybaników, farbiarzy, barchaniarzy i tkaczy.
Pod koniec 1858 roku zorganizowana została wystawa starożytności i zabytków sztuki, której najważniejszym eksponatem był wspomniany posąg Światowida. Jednym z celów wystawy było pozyskanie zbiorów dla muzeum, jednak muzeum nie udało się pozyskać żadnego większego daru czy depozytu.
Zbiory muzeum mieściły się w Bibliotece Jagiellońskiej. Gdy w 1856 roku Towarzystwo uzyskało niezależność od Uniwersytetu, starano się wydzielić kolekcję Towarzystwa ze zbiorów uniwersyteckich, co udało się w 1863 roku i zabytki przewieziono do gmachu przy ul. Sławkowskiej 17. W 1891 roku przeprowadzono reorganizację zbiorów Muzeum Starożytności i w ramach Akademii Umiejętności powołano Muzeum Archeologiczne. W rezultacie tych zmian zabytki prehistoryczne pozostały własnością Akademii, a pozostałe obiekty przekazano w depozyt zakładom Uniwersytetu Jagiellońskiego, Muzeum Narodowemu w Krakowie i Muzeum Przemysłowemu. W latach 50. XX w. Muzeum Archeologiczne przeszło pod zarząd władz miejskich, a znajdujący się tam zbiór prehistoryczny stanowi dziś jedyną zwartą kolekcję, która pozostała po Muzeum Starożytności.